# 金鸡和黑龙
《金鸡和黑龙》是在云龙白族人民中流传的一则民间故事。通过金鸡战胜黑龙的故事，塑造了金鸡的英雄形象，反映了白族人战胜洪水的美好理想。
故事说:金鸡山上有一只美丽善良而又聪明能干的金鸡，山下溉江里有一条闪恶残暴、横行霸道的黑龙。黑龙要把金鸡山及附近的老母山拉拢，截住江流，将金鼎坝子汇成海于，供自己享受。金鸡劝告不听，因而斗法。经过多次恶战，最后，金鸡唤起朝阳，踢开即将合拢的两山，排去洪水，黑龙被挂在山上了。
神话传说把山洪暴发、江水陡涨看作是人们讨厌的黑龙在兴妖作草，把鸡声喔喔、朝阳四射，唤起一片光明，看作是金鸡聪明能干的表现。人们在金鸡身上寄托了美好的理想：金鸡迎着朝阳飞向东方，途中落下一根羽毛的地方就是凤羽坝，她一直飞到大理，永镇着人间的妖孽。